# Новоалександровский сельский совет (Великобурлукский район)
Новоалекса́ндровский сельский совет — входит в состав Великобурлукского района Харьковской области Украины.
Административный центр сельского совета находится в селе Новая Александровка.

## История
- 1993 — дата образования.

## Населённые пункты совета
- село Но́вая Алекса́ндровка
- село Кра́сное
- село Лозовое
- село Полко́вничье (до 2016 Красноарме́йское)
- село Шевченково (в 1967 Тара́са Шевче́нко)